# Mustapha Bundu
Mustapha Bundu (Freetown, 28 febbraio 1997) è un calciatore sierraleonese, attaccante dell'Hannover 96 e della nazionale sierraleonese.

## Carriera

### Club
Ha giocato nella massima serie danese ed in quella belga.

### Nazionale
Ha esordito in nazionale nel 2019; ha partecipato alla Coppa delle nazioni africane 2021.

## Statistiche

### Cronologia presenze e reti in nazionale
| Cronologia completa delle presenze e delle reti in nazionale ― Sierra Leone | Cronologia completa delle presenze e delle reti in nazionale ― Sierra Leone | Cronologia completa delle presenze e delle reti in nazionale ― Sierra Leone | Cronologia completa delle presenze e delle reti in nazionale ― Sierra Leone | Cronologia completa delle presenze e delle reti in nazionale ― Sierra Leone | Cronologia completa delle presenze e delle reti in nazionale ― Sierra Leone | Cronologia completa delle presenze e delle reti in nazionale ― Sierra Leone | Cronologia completa delle presenze e delle reti in nazionale ― Sierra Leone |
| Data                                                                        | Città                                                                       | In casa                                                                     | Risultato                                                                   | Ospiti                                                                      | Competizione                                                                | Reti                                                                        | Note                                                                        |
| --------------------------------------------------------------------------- | --------------------------------------------------------------------------- | --------------------------------------------------------------------------- | --------------------------------------------------------------------------- | --------------------------------------------------------------------------- | --------------------------------------------------------------------------- | --------------------------------------------------------------------------- | --------------------------------------------------------------------------- |
| 4-9-2019                                                                    | Paynesville                                                                 | Liberia                                                                     | 3 – 1                                                                       | Sierra Leone                                                                | Qual. Mondiali 2022                                                         | -                                                                           | 90+1’                                                                       |
| 13-11-2019                                                                  | Freetown                                                                    | Sierra Leone                                                                | 1 – 1                                                                       | Lesotho                                                                     | Qual. Coppa d'Africa 2021                                                   | -                                                                           |                                                                             |
| 17-11-2019                                                                  | Porto-Novo                                                                  | Benin                                                                       | 1 – 0                                                                       | Sierra Leone                                                                | Qual. Coppa d'Africa 2021                                                   | -                                                                           | 70’                                                                         |
| 13-11-2020                                                                  | Benin City                                                                  | Nigeria                                                                     | 4 – 4                                                                       | Sierra Leone                                                                | Qual. Coppa d'Africa 2021                                                   | 1                                                                           | 70’                                                                         |
| 17-11-2020                                                                  | Freetown                                                                    | Sierra Leone                                                                | 0 – 0                                                                       | Nigeria                                                                     | Qual. Coppa d'Africa 2021                                                   | -                                                                           | 56’                                                                         |
| 15-6-2021                                                                   | Freetown                                                                    | Sierra Leone                                                                | 1 – 0                                                                       | Benin                                                                       | Qual. Coppa d'Africa 2021                                                   | -                                                                           | 58’ 64’                                                                     |
| 6-10-2021                                                                   | El Jadida                                                                   | Sierra Leone                                                                | 1 – 1                                                                       | Sudan del Sud                                                               | Amichevole                                                                  | -                                                                           | 61’                                                                         |
| 11-1-2022                                                                   | Douala                                                                      | Algeria                                                                     | 0 – 0                                                                       | Sierra Leone                                                                | Coppa d'Africa 2021 - 1º turno                                              | -                                                                           |                                                                             |
| 16-1-2022                                                                   | Douala                                                                      | Costa d'Avorio                                                              | 2 – 2                                                                       | Sierra Leone                                                                | Coppa d'Africa 2021 - 1º turno                                              | -                                                                           | 75’                                                                         |
| 20-1-2022                                                                   | Limbe                                                                       | Sierra Leone                                                                | 0 – 1                                                                       | Guinea Equatoriale                                                          | Coppa d'Africa 2021 - 1º turno                                              | -                                                                           | 53’                                                                         |
| 9-6-2022                                                                    | Abuja                                                                       | Nigeria                                                                     | 2 – 1                                                                       | Sierra Leone                                                                | Qual. Coppa d'Africa 2023                                                   | -                                                                           | 78’                                                                         |
| 22-3-2023                                                                   | Agadir                                                                      | Sierra Leone                                                                | 2 – 2                                                                       | São Tomé e Príncipe                                                         | Qual. Coppa d'Africa 2023                                                   | 1                                                                           |                                                                             |
| 26-3-2023                                                                   | Agadir                                                                      | São Tomé e Príncipe                                                         | 0 – 2                                                                       | Sierra Leone                                                                | Qual. Coppa d'Africa 2023                                                   | -                                                                           | 78’                                                                         |
| 18-6-2023                                                                   | Monrovia                                                                    | Sierra Leone                                                                | 2 – 3                                                                       | Nigeria                                                                     | Qual. Coppa d'Africa 2023                                                   | 1                                                                           | cap. 68’                                                                    |
| 5-6-2024                                                                    | El Jadida                                                                   | Sierra Leone                                                                | 2 – 1                                                                       | Gibuti                                                                      | Qual. Mondiali 2026                                                         | -                                                                           | 79’                                                                         |
| 10-6-2024                                                                   | Bamako                                                                      | Burkina Faso                                                                | 2 – 2                                                                       | Sierra Leone                                                                | Qual. Mondiali 2026                                                         | -                                                                           | 69’                                                                         |
| 6-9-2024                                                                    | Monrovia                                                                    | Sierra Leone                                                                | 0 – 0                                                                       | Ciad                                                                        | Qual. Coppa d'Africa 2025                                                   | -                                                                           | 65’                                                                         |
| 10-9-2024                                                                   | Ndola                                                                       | Zambia                                                                      | 3 – 2                                                                       | Sierra Leone                                                                | Qual. Coppa d'Africa 2025                                                   | -                                                                           | 86’                                                                         |
| 11-10-2024                                                                  | San-Pédro                                                                   | Costa d'Avorio                                                              | 4 – 1                                                                       | Sierra Leone                                                                | Qual. Coppa d'Africa 2025                                                   | -                                                                           | 41’                                                                         |
| 15-10-2024                                                                  | Monrovia                                                                    | Sierra Leone                                                                | 1 – 0                                                                       | Costa d'Avorio                                                              | Qual. Coppa d'Africa 2025                                                   | -                                                                           | 73’                                                                         |
| 13-11-2024                                                                  | Abidjan                                                                     | Ciad                                                                        | 1 – 1                                                                       | Sierra Leone                                                                | Qual. Coppa d'Africa 2025                                                   | -                                                                           | 63’                                                                         |
| 20-3-2025                                                                   | Monrovia                                                                    | Sierra Leone                                                                | 3 – 1                                                                       | Guinea-Bissau                                                               | Qual. Mondiali 2026                                                         | 1                                                                           | cap. 41’                                                                    |
| Totale                                                                      |                                                                             | Presenze                                                                    | 22                                                                          |                                                                             | Reti                                                                        | 4                                                                           |                                                                             |